# Südkarelien
Koordinaten: 61° 0′ N, 28° 0′ O
Südkarelien (finn. Etelä-Karjala, schwed. Södra Karelen) ist eine Landschaft in Finnland. Als Teil der historischen, zwischen Finnland und Russland geteilten Region Karelien gehörte das heutige Südkarelien historisch zur Provinz Wiborg. Nach dem Zweiten Weltkrieg kam es zur 1945 gegründeten Provinz Kymi, von 1997 bis zur Auflösung der Provinzen im Jahr 2009 gehörte es zur Provinz Südfinnland.

## Wappen
Beschreibung: In Rot und Schwarz als Schildfuß  durch einen schmaleren weißen Wellenbalken geteilt zeigt das Wappen oben zwei schwebende silberne Rechtarme, rechts mit goldenem Gelenkschutz ein silbernes goldgegrifftes  Schwert und links einen goldgegrifften silbernen Krummsäbel schwingend.
- siehe auch Wappen der finnischen Region Südkarelien

## Gemeinden
In Südkarelien gibt es neun Gemeinden, darunter zwei Städte (fettgedruckt); Einwohnerzahlen vom 31. Dezember 2022:
1. Imatra (25.208)
2. Lappeenranta (72.650)
3. Lemi (2.886)
4. Luumäki (4.421)
5. Parikkala (4.438)
6. Rautjärvi (3.093)
7. Ruokolahti (4.842)
8. Savitaipale (3.256)
9. Taipalsaari (4.559)